# Edition Olms
Die Edition Olms AG ist ein Schweizer Buchverlag mit Sitz in Bubikon. Der Verlag publiziert insbesondere Sachbücher zu den Themen Schach, Musik, Film sowie Grafik und Design.

## Geschichte
Der Verlag wurde 1977 in Zürich durch Manfred Olms gegründet. Dieser führte damit eine schon fast hundert Jahre zuvor begonnene Familientradition im Buchhandel und im Verlagswesen weiter. Bereits sein Urgrossvater, Hermann Olms, gründete 1886 im deutschen Hildesheim eine Buchhandlung, aus der später der heutige, von seinem Vater Walter Georg Olms geführte, Georg Olms Verlag hervorging. Die Edition Olms zog 1992 von Zürich nach Erlenbach, 1994 nach Hombrechtikon und 2007 an den heutigen Standort in Oetwil am See.

## Programm
Das Schachprogramm umfasst die drei Buchreihen Progress in Chess, Praxis Schach sowie Tschaturanga und ist das grösste Schachprogramm im deutschsprachigen Raum. Darin enthalten sind unter anderem auch Bücher der Schachweltmeister Viswanathan Anand, Anatoli Karpow und Garri Kasparow ebenso wie von Viktor Kortschnoi.
Das Musikprogramm konzentriert sich hauptsächlich auf Bildbände zu Rockmusik und umfasst unter anderem Werke über die Beach Boys, Beatles, Led Zeppelin, Monkees, Pink Floyd, Queen, Rolling Stones, Jimi Hendrix, Bob Marley und Neil Young. Der Bereich Grafik und Design umfasst eine vielseitige Themenpalette, die von Tätowierungen über Album Covers bis hin zu Farbmanagement für Logos oder Verpackungs-Design reicht.
Darüber hinaus führt die Edition Olms eine so genannte 1001-Serie mit umfangreichen Nachschlagewerken zu unterschiedlichen Themen.
Die Edition Skylight ist ein Imprint der Edition Olms und verlegt Bücher mit erotischen Fotografien.